# Bernard Rolt
Bernard Rolt (Londres, 18 de novembre de 1872 - [...?]) fou un compositor i escriptor anglès.
Estudià en la Guildhall School i després fou deixeble de Bachelet a París. A part de nombroses melodies vocals, va compondre l'òpera còmica Mr. Flame.

## Escrits
- Cinderella of the Cinema (1927);
- King's Bardon (1929).